# Strata Diocletiana

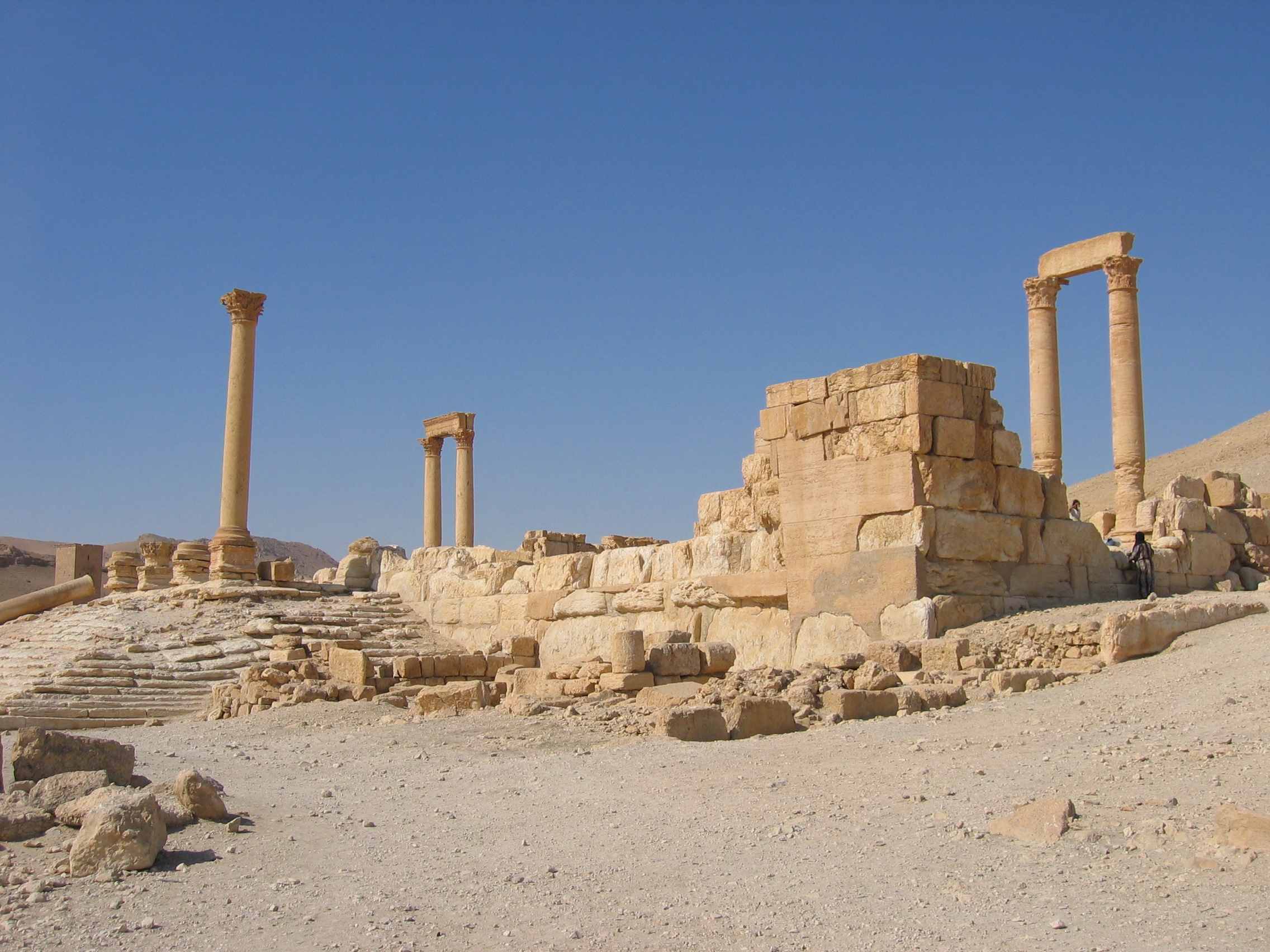
Zugang zu den Principia in der diokletianischen Stadtfestung von Palmyra

Die Strata Diocletiana (lateinisch für Diokletianische Straße) war eine befestigte Handels- und Heerstraße, die entlang der östlichen römischen Reichsgrenze – dem Limes Arabicus – vom spätantiken Legionslager Sura am Euphrat durch die Wüstensteppe verlief und bedeutende Grenzstädte wie Resafa, Palmyra, Damaskus und Bostra mit seinem Legionslager verband. Südlich von Bostra lässt sich die Straße über das gleichfalls diokletianische Legionslager Betthorus bis nach Nordost-Arabien weiterverfolgen.
Die heute in Syrien und Jordanien gelegene Straße wurde während der Regierungszeit des Kaisers Diokletian (284–305) angelegt. Der Kaiser ließ damals in den Provinzen Mesopotamia (Mesopotamien) und Syria ein dichtes Netz aus Befestigungswerken errichten. Auch das Straßensystem wurde dabei wieder instand gesetzt oder durch neue Heerstraßen ergänzt. Dabei nutzten die römischen Ingenieure an einigen Abschnitten auch bereits bestehende Trassen. Die Errichtung von großen Wasserzisternen und Meilensteinen zur leichteren Orientierung ermöglichten einen wirkungsvolleren Einsatz der in den neuen Kastellen stationierten Grenztruppen gegen die Beduinenstämme. Zeitgleich entstanden entlang der Route an wasserreichen Plätzen im Abstand von Tagesmärschen – rund 20 römische Meilen – zumeist ähnlich gebaute Kleinkastelle, die in der Regel den Typ der sogenannten Quadriburgia, beispielsweise das Kleinkastell Tell Asfar, oder das sehr gut erhaltene Kastell Qasr Bshir verkörperten, sowie vielfach mauerumfriedete Lagerdörfer (Vici). Insbesondere im südlichen Abschnitt wurden auch ältere Kleinkastelle in das System aufgenommen, wie die severisch gegründete Anlage von Deir el-Kahf. Viele antike Grenzbefestigungen sind unter anderem mit ihrem Namen durch die entlang der Straße aufgestellten Meilensteine epigraphisch bezeugt. Zudem wurde auch der Name Strata Diocletiana mehrfach inschriftlich erwähnt. Neben den Meilensteinen hat auch der spätantike Historiker Prokop den Namen überliefert. Das Überwachungssystem besaß neben einer dichten Kette aus Kleinkastellen und Wachtürmen weitere Legionslager sowie vorgeschobene Außenposten.
Durch die Arbeiten von Thomas Bauzou kam eine Neubewertung für den Begriff Strata Diocletiana auf. So beschränkte ihn Bauzou nicht nur auf den palmyrenischen Raum, sondern mutmaßte, dass er lediglich als Bezeichnung für die mit der Überwachung eines Straßenabschnitts betraute Truppe aus Palmyra gedient haben könnte. Das Wort strata wäre demnach ein fest definierter militärischer Fachbegriff für eine befestigte Grenzstraße gewesen. Andererseits wird beispielsweise in dem zwischen 333 und 334 entstandenen Itinerarium Burdigalense auch von der zwischen Jerusalem und Bethlehem liegenden Verbindungsstraße als strata gesprochen, wobei für den Althistoriker Heinz E. Herzig noch nicht feststeht, welche bauliche Qualität eine strata dieser Zeit gehabt haben mag.